# Alliance libérale (Danemark)
Pour les articles homonymes, voir Alliance libérale.
L’Alliance libérale (en danois : Liberal Alliance) est un parti politique danois libéral, fondé le 7 mai 2007 par Naser Khader, Anders Samuelsen, du Parti social-libéral (RV), et Gitte Seeberg, du Parti populaire conservateur (KF). Après avoir eu comme symbole électoral un Y, l'Alliance a opté pour un I.

## Historique
Officiellement enregistré le 29 juin 2007 au ministère de l'Intérieur, le parti est créé sous le nom de Nouvelle alliance (en danois : Ny Alliance) et se présente initialement comme un parti du centre qui a pour objectif de contrer l'influence du Parti populaire danois (DF).
Aux élections législatives du 13 novembre suivant, la NA remporte 2,8 % des suffrages, ce qui lui permet d'obtenir cinq des 179 députés que compte le Folketing. Au cours des quatre années suivantes, malgré les départs de Seeberg puis Khader, il apporte son soutien au gouvernement minoritaire de coalition entre le Parti libéral (V) et le Parti populaire conservateur (KF), que le Parti populaire danois soutient aussi.
L'Alliance libérale, nom adopté en août 2008, se choisit alors son troisième fondateur, Samuelsen, comme président. Lors des élections législatives du 13 septembre 2011, la NA obtient 5 % des voix, soit neuf députés sur 179, mais devient une force d'opposition du fait de la victoire de la gauche. Lors des élections européennes de 2014, l'Alliance libérale obtient 2.9% des voix et aucun siège.
Lors des élections législatives du 18 juin 2015, le parti remporte 7,5 % des voix et 13 sièges au Folketing. Il obtient son meilleur score (17,5 %) à Gentofte, une banlieue aisée de Copenhague, tandis qu'il ne réunit que 4 % des suffrages à Bornholm. Au départ, le parti ne participé au cabinet minoritaire du Parti libéral de Lars Løkke Rasmussen, mais apporte son soutien parlementaire au gouvernement. Fin novembre 2016, il rejoint un gouvernement de coalition tripartite de centre droit aux côtés du Parti libéral et du Parti populaire conservateur dans le troisième cabinet de Løkke Rasmussen. Le chef du parti, Anders Samuelsen, est nommé ministre des Affaires étrangères, tandis que Simon Emil Ammitzbøll devient ministre de l'Économie et de l'Intérieur. Les autres membres du cabinet de l'Alliance libérale sont Merete Riisager (ministre de l'Éducation), Mette Bock (ministre de la Culture), Ole Birk Olesen (ministre des Transports) et Thyra Frank (ministre des Affaires des personnes âgées).
Lors des élections législatives de 2019, le 5 juin 2019, le parti remporte 2,3 % des voix, perdant neuf de ses 13 sièges au Folketing. Dans le même temps, le chef du parti, Anders Samuelsen, n'est pas réélu, ce qui a entraîné sa démission. Le 9 juin 2019, Alex Vanopslagh devient le nouveau chef de l'Alliance libérale.
Le parti obtient 7,89 % des voix et 14 sièges lors des élections législatives anticipées de 2022, soit son meilleur résultat depuis sa fondation. L'Alliance libérale poursuit dans cette voie en obtenant pour la première fois un siège au Parlement européen lors des élections européennes de 2024, avec près de 7 % des suffrages. 

## Idéologie
La Nouvelle Alliance se considérait initialement comme un parti centriste, « prenant les meilleures valeurs du social-libéralisme et du conservatisme social ». En utilisant ces deux termes, la Nouvelle Alliance se positionnait à équidistance entre les anciens partis des trois membres fondateurs. Le social-libéralisme est l'idéologie officielle du Parti social-libéral danois, tandis que le conservatisme social est un terme parfois invoqué par les membres du Parti populaire conservateur qui mettent l'accent sur le soutien de la société de bien-être, comme Gitte Seeberg, cofondatrice de l'Alliance libérale. Dans les premiers temps de son existence, le parti a été accusé de populisme ou de personnalisme, manquant encore de prises de position sur de nombreux sujets et s'appuyant sur la popularité de Naser Khader. Après le départ de Gitte Seeberg, la partie « conservatisme social » a été abandonnée et le nom du parti a été changé en Alliance Libérale. Cependant, il subsistait des différences idéologiques considérables entre les deux fondateurs restants et ce n'est que lorsque Naser Khader a été remplacé par Anders Samuelsen que le parti a pris une identité libérale plus classique. Le parti a proposé de vastes réformes économiques libérales, notamment une réforme fiscale remplaçant l'impôt progressif sur le revenu par un impôt sur le revenu forfaitaire de 40 %, la réduction de moitié des taux de l'impôt sur les sociétés, l'instauration de frais d'utilisation pour les soins de santé publics, la suppression des régimes de retraite anticipée et la réévaluation de tous les bénéficiaires de prestations d'invalidité.
En 2011, le parti s'est opposé à l'entrée du Danemark dans le pacte pour l’euro plus voulue par le gouvernement. Sur la question de l'appartenance à l'Union européenne, le parti soutient une Union européenne réinventée basée sur le libre-échange tandis que son aile jeunesse prône une sortie, tout en restant dans le marché unique. L'Alliance libérale est le seul parti au Danemark qui soutient l'énergie nucléaire. En 2009, le parti a voté contre les subventions aux rénovations environnementalistes sans réductions d'impôts significatives. En 2011, l'Alliance rouge-verte et l'Alliance libérale sont les seuls partis dont les députés ont soutenu l'égalisation de l'âge de la retraite des députés avec celui de la population du pays.
L'Alliance libérale a soutenu les droits des couples de même sexe à se marier et à adopter, contribuant ainsi à faire passer les deux dans la loi. Le parti s'est opposé à la réintroduction des contrôles aux frontières en 2011 et a soutenu leur démantèlement plus tard dans l'année. Elle soutient la levée de l'interdiction faite aux étrangers de posséder des maisons de vacances au Danemark. Le 30 août 2011, alors que le parti bénéficiait du soutien de 5 % des électeurs, Simon Emil Ammitzbøll a déclaré à la radio danoise qu'un vote pour l'Alliance libérale est un vote pour le haschisch gratuit. Le soutien des électeurs est passé à 7,5 % à la suite de cette déclaration. Au Parlement, le parti a soutenu la réduction des frais d'immatriculation des véhicules.
Le parti milite pour la réduction des dépenses publiques et de la fiscalité sur les hauts revenus.

## Organisation

### Organisation de jeunesse
Le 23 février 2008, une branche jeunesse du parti a été formée par 21 personnes sous le nom de Jeune Alliance (en danois : Ung Alliance). Lorsque le parti a changé de nom pour devenir l'Alliance libérale, la branche jeunesse a suivi le mouvement en changeant son nom pour celui de Jeune Alliance libérale.

### Affiliation au Parlement européen
Lors de sa création, deux députés européens ont rejoint le parti. Avec la défection des députés européens Gitte Seeberg et Anders Samuelsen, les conservateurs et le Parti social libéral danois se sont retrouvés sans représentation au Parlement européen. Les deux députés européens sont restés dans leurs groupes parlementaires respectifs (PPE-DE et ADLE, respectivement). Ils ont tous deux démissionné du Parlement européen après avoir été élus au Parlement danois en novembre 2007. L'Alliance libérale a annoncé qu'elle rejoindrait le groupe ADLE après les futures élections européennes, mais le parti n'a pas réussi à obtenir une représentation au Parlement européen lors des élections européennes de 2009,  2014 et 2019.

## Présidents du parti
| Portrait         | Nom              | Dates du mandat | Dates du mandat |
| ---------------- | ---------------- | --------------- | --------------- |
| Naser Khader     | Naser Khader     | 7 mai 2007      | 5 janvier 2009  |
| Anders Samuelsen | Anders Samuelsen | 5 janvier 2009  | 6 juin 2019     |
| Alex Vanopslagh  | Alex Vanopslagh  | 9 juin 2019     | en cours        |

## Identité visuelle

Logo en 2011.
Logo en 2016.
Logo depuis 2019.

## Résultats

### Élections parlementaires
| Année | %   | Sièges   | Gouvernement                                                                                          |
| ----- | --- | -------- | --- |
| 2007  | 2,8 | 5 / 179  | Soutien à Fogh Rasmussen III (2007-2009) et à Løkke Rasmussen I (2009-2011)                           |
| 2011  | 5,0 | 9 / 179  | Opposition                                                                                            |
| 2015  | 7,5 | 13 / 179 | Soutien à Lars Løkke Rasmussen II (2015-2016) et participation à Lars Løkke Rasmussen III (2016-2019) |
| 2019  | 2,3 | 4 / 179  | Opposition                                                                                            |
| 2022  | 7,9 | 14 / 179 | Opposition                                                                                            |

### Élections européennes
| Année | %    | Sièges | Position | Tête de liste     |
| ----- | ---- | ------ | -------- | ----------------- |
| 2009  | 0,6  | 0 / 13 | 9e       | Benjamin Dickow   |
| 2014  | 2,9  | 0 / 13 | 8e       | Christina Egelund |
| 2019  | 2,20 | 0 / 14 | 10e      | Mette Bock        |
| 2024  | 6,95 | 1 / 15 | 8e       | Henrik Dahl       |